# Занамивир
Занамивир (Zanamivir) — противовирусный препарат, используемое для лечения и профилактики гриппа, вызванного вирусами гриппа A и B.
Разработан австралийской биотехнологической фирмой Biota Holdings. Лицензирован Glaxo в 1990 году и одобрен в США в 1999 году только для использования в качестве лекарства от гриппа. В 2006 году он был одобрен для профилактики гриппа A и B. Вместе с осельтамивиром рекомендован ВОЗ для лечения гриппа.
Методами доказательной медицины клиническая эффективность занамивира не доказана. Выпускается под торговой маркой «Реленза».

## История
Занамивир был впервые произведен в 1989 году учеными под руководством Питера Колмана и Джозефа Варгезе из австралийского Государственного объединения научных и прикладных исследований (CSIRO) в сотрудничестве с Викторианским фармацевтическим колледжем и Университетом Монаша. Занамивир был первым из ингибиторов нейраминидазы. Открытие было первоначально профинансировано австралийской биотехнологической компанией Biota и было частью продолжающейся программы Biota по разработке противовирусных агентов посредством рационального конструирования лекарств.

## Медицинское использование
Занамивир используется для лечения инфекций, вызванных вирусами гриппа A и B, но для здоровых людей польза от нее в целом невелика. Это снижает риск развития симптоматического, но не бессимптомного гриппа. Сочетание диагностической неопределенности, риска устойчивости к штамму вируса, возможных побочных эффектов и финансовых затрат перевешивает небольшие преимущества занамивира для профилактики и лечения здоровых людей.
По состоянию на 2009 год ни один грипп в США не проявил никаких признаков устойчивости.

## Фармакологическое действие
Занамивир — ингибитор нейраминидазы, одного из поверхностных белков вируса гриппа, который обеспечивает высвобождение вирусных частиц из инфицированной клетки и ускоряет проникновение вируса через слизистый барьер к поверхности эпителиальных клеток, обеспечивая тем самым инфицирование других клеток дыхательных путей. Репликация вируса гриппа ограничена клетками поверхностного эпителия дыхательных путей. Занамивир действует во внеклеточном пространстве, уменьшая воспроизведение вируса гриппа типов А и В и предотвращая выброс вирусных частиц из клеток поверхностного эпителия дыхательных путей.

## Фармакокинетика
После ингаляции всасывается 10-20 % введенной дозы, концентрация в сыворотке крови определяется через 1-2 часа. Низкая системная абсорбция (сохраняется и при повторных ингаляциях) приводит к низкой системной концентрации и AUC. Абсолютная биодоступность после перорального введения — 2 %. У пожилых пациентов и у пациентов с хронической почечной недостаточностью биодоступность после введения 20 мг 10-20 %. После пероральной ингаляции занамивир осаждается в дыхательных путях в высоких концентрациях. После ингаляции 10 мг занамивира в эпителиальном слое дыхательных путей концентрация превышает среднее значение 1/2 ингибирующей концентрации для нейроаминидазы в 340 раз через 12 часов после ингаляции и в 52 раза через 24 часа. Осаждается в ротовой части глотки и легких (около 77,6 % и 13,2 % соответственно). Не метаболизируется. T1/2 после пероральной ингаляции — 2,6-5,05 ч. Общий клиренс — 2,5-10,9 л/ч. Выводится почками в неизмененном виде в течение 24 часов.

## Показания
Грипп типа А и В у взрослых и детей старше 5 лет (лечение и профилактика).

## Противопоказания
Гиперчувствительность, беременность (I триместр), период лактации, детский возраст (до 5 лет).
Занамивир относится к «Категории С для беременных».

## Побочные эффекты
- Со стороны дыхательной системы: бронхоспазм[13], затруднение дыхания — очень редко.
- Со стороны кожных покровов: сыпь, крапивница — очень редко.
- Аллергические реакции: отек лица, гортани — очень редко.

В 2006 году Управление по санитарному надзору за качеством пищевых продуктов и медикаментов (FDA) обнаружило, что у некоторых пациентов после первоначального одобрения препарата Реленза были зарегистрированы проблемы с дыханием (бронхоспазм), включая летальные исходы. Большинство этих пациентов страдали астмой или хронической обструктивной болезнью легких. Таким образом, Реленза не рекомендуется для лечения или профилактики сезонного гриппа у людей с астмой или хронической обструктивной болезнью легких. В 2009 году вкладыш занамивира уже содержал информацию о мерах предосторожности относительно риска бронхоспазма у пациентов с респираторными заболеваниями. GlaxoSmithKline (GSK) и FDA уведомили медицинских работников об отчете о смерти пациента с гриппом, получившего ингаляционный порошок занамивира, который растворяли и вводили с помощью искусственной вентиляции легких.

## Механизм действия
Биодоступность занамивира составляет 2%. После ингаляции занамивир концентрируется в легких и глотке, где до 15% дозы абсорбируется и выводится с мочой.

## Режим дозирования
Ингаляционно.
Лечение
2 ингаляции 2 раза в сутки в течение 5 дней. Общая суточная доза — 20 мг.
Для достижения оптимального эффекта лечение должно быть начато при появлении первых симптомов заболевания в течение первых 48 часов. Пациенты с заболеваниями дыхательных путей должны иметь в качестве средства скорой помощи короткодействующие бронходилататоры при лечении занамивиром.
Профилактика
2 ингаляции 1 раз в сутки в течение 10 дней. Общая суточная доза — 10 мг. Длительность приема может быть увеличена до 1 мес, если риск инфицирования сохраняется более 10 дней.
Взаимодействие
Не комбинировать с другими ингаляционными препаратами (в том числе бронходилататорами).

## Эффективность
Эффективность занамивира достоверно не доказана.
По данным исследований, использованных производителями при сертификации ингибиторов нейраминидазы в разных странах, выявлено недостаточное качество исследований — они имеют проблемы в дизайне и эти проблемы препятствуют любому определённому заключению. Анализ этих исследований (26 исследований по занамивиру и 20 по осельтамивиру) показал:
- при лечении гриппоподобного заболевания (неподтвержденный грипп) выявлено сокращение продолжительности симптомов менее, чем на один день;
- клинические испытания по профилактике гриппа показали снижение риска симптомов гриппа у отдельных лиц и в семье;
- не было доказательств влияния на бессимптомный грипп или на гриппоподобные заболевания;
- информация о влиянии на осложнения гриппа была ненадёжной;
- у детей с астмой не было ясного влияния на сокращение времени до облегчения симптомов.
- заявления о способности осельтамивира прерывать передачу [от человека к человеку] вируса и уменьшать осложнения не поддерживаются никакими даннымиВывод исследователей обзора: «Механизм действия, предложенный производителем, (специфичный для вируса гриппа) не соответствует клиническим доказательствам, что позволяет предполагать мультисистемное и центральное действие.»

В 2011 году были выявлены штаммы вируса гриппа A, устойчивые к занамивиру, в том числе у людей, не лечившихся этим препаратом.

### Мнения контролирующих органов
Роспотребнадзор: вирус «свиного» гриппа H1N1 2009 года чувствителен к ингибиторам нейраминидазы, в том числе к занамивиру, в отличие от амантадинов.
FDA опубликовала заявления только по эффективности занамивира в профилактике и лечении симптомов гриппа, но не по другим эффектам (в том числе прерывание распространения вируса от человека к человеку или профилактика пневмонии; и других осложнений гриппа, таких как бронхит, воспаление среднего уха и синусит). В отчёте FDA эффективность ингибиторов нейраминидазы в целом, указана как «скромная».

## Безопасность
В клинических испытаниях занамивира у взрослых не было повышенного риска по сравнению с осельтамивиром. Свидетельства возможного вреда, связанного с лечением детей занамивиром, были разрозненные.
Занамивир относится к медикаментам «Категории С для беременных», при этом клинические исследования безопасности применения этих лекарств для беременных не проводились. Роспотребнадзор рекомендует избегать назначать ингибиторы нейраминидазы беременным и назначать только в некоторых случаях.